# Debris Linux
Debris Linux (voorheen BeaFanatIX, afgekort BFX) was een kleine Linuxdistributie gebaseerd op Ubuntu, Knoppix en Debian met GNOME als desktopomgeving. Het ISO-bestand was ongeveer 200 MB groot en werkte als Live CD. Het was ook mogelijk om Debris op de harde schijf te installeren.

## Ontstaan
Na de vermissing van Steven Watsky (maker van BeatrIX) viel de gemeenschap grotendeels uiteen. Stephan Emmerich wilde verder met het project, maar aangezien dat niet met BeatrIX kon, besloot hij een nieuwe distributie te starten gebaseerd op BeatrIX, namelijk BeaFanatIX. Later werd deze hernoemd naar Debris Linux.

## De ontwikkeling
In de ontwikkelingsfase bleef de distributie gebaseerd op BeatrIX 2005.1. Deze versies waren niet beschikbaar voor het grote publiek. Stephan Emmerich verhielp een paar belangrijke bugs en verbeterde de distributie om het sneller te maken. Toen het door anderen werd getest, vonden ze dat het open moest zijn voor iedereen. Met versie 2006.1 en de oprichting van een website kreeg Debris meer gebruikers.

## Geschiedenis
De latere Debris was niet meer gebaseerd op BeatrIX, maar het doel bleef hetzelfde: small, simple, elegant (klein, simpel, elegant). De release van 2006.2 was de laatste versie onder de naam BeaFanatIX. 2006.2 was gebaseerd op Ubuntu 5.10 en Knoppix. Er was een eigen repository aanwezig met pakketten enkel bedoeld voor Debris en verder waren alle repository's van Debian en Ubuntu 5.10 te gebruiken. De allerlaatste versie, Debris 2.0, dateert van 2009.

## Software
BeaFanatIX leverde volgende software mee:
- GNOME, een windowmanager
- Mozilla Firefox, een webbrowser
- Beep, een mediaspeler
- AbiWord, een tekstverwerker die compatibel is met Microsoft Office
- Gnumeric, een spreadsheetprogramma dat compatibel is met Microsoft Office
- Evolution, een e-mailclient

## Versies
- 2006.1 final
- 2006.2 beta 1
- 2006.2 beta 2
- 2006.2 beta 3,4,5 (niet open voor publiek)
- 2006.2 beta 6 (23 oktober 2006)
- 2006.2 final
- 2006.2 revision 4 (september 2007)
- Debris 2.0 (2009)